# László Sólyom
László Sólyom (3. ledna 1942 Pécs – 8. října 2023) byl maďarský politik, právník, univerzitní profesor a výkonný člen MTA. V letech 1990–1998 byl prvním předsedou Ústavního soudu MR a v letech 2005–2010 byl třetím prezidentem Maďarské republiky.

## Biografie
László Sólyom se narodil dne 3. ledna 1942 v Pécsi v tehdejším Maďarském království. V roce 1965 ukončil studium práva na univerzitě v Pécsi, poté studoval na univerzitě v německé Jeně. Od roku 1981 doktor právních věd. Profesor práva na univerzitách v Maďarsku a v Německu.

### Prezidentská kariéra

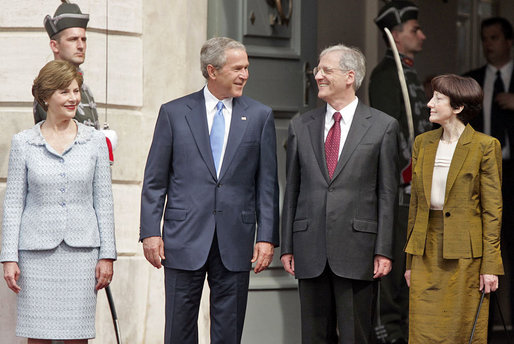
Bývalý americký prezident George W. Bush s Laurou Bush a maďarský prezident László Sólyom s Erzsébet Sólyom (Budapešť, 2006)

V prezidentských volbách, které se konaly 7. června 2005 porazil László Sólyom, který kandidoval jako nezávislý, kandidátku MSZP Katalin Szili. Prezidentský úřad převzal oficiálně 5. srpna 2005 od svého předchůdce Ference Mádla.
Jako erudovaný právník ve funkci prezidenta zdůrazňuje úlohu justice nejen při zabezpečování veřejného pořádku a ústavou zajištěných práv ústavou, ale i celé legitimity řádného fungování státu.
V parlamentních volbách 2010 získal Fidesz-KDNP ústavní dvoutřetinovou většinu. Krátce po volbách unikla na veřejnost nepotvrzená informace, že Fidesz nebude již v srpnových prezidentských volbách podporovat prezidenta László Sólyoma, ale zvolí si někoho z vlastních řad. A tak se také stalo, 29. června 2010 byl novým prezidentem Maďarské republiky zvolen Pál Schmitt, ten úřad oficiálně převzal 6. srpna 2010. Podle průzkumů veřejného mínění si veřejnost přála opětovné zvolení Sólyoma, ale Fidesz prosadil svého kandidáta. Podle politologů totiž premiér Viktor Orbán plánoval velké změny v ústavě a Sólyom, jako bývalý ústavní právník, by mohl být překážkou při těchto změnách.

## Vyznamenání
- velký záslužný kříž s hvězdou a šerpou Záslužného řádu Spolkové republiky Německo – Německo, 1998
- Řád kříže země Panny Marie I. třídy s řetězem – Estonsko, 22. března 2006[7]
- velkokříž Řádu Vitolda Velikého se zlatým řetězem – Litva, 31. srpna 2006[8]
- velkokříž s řetězem Řádu tří hvězd – Lotyšsko, 31. srpna 2006[9]
- řetěz Maltézského záslužného řádu – Suverénní řád Maltézských rytířů, 2006[10]
- Národní řád za zásluhy – Malta, 31. května 2007[11]
- Řád přátelství I. třídy – Kazachstán, 2007
- velkokříž s řetězem Řádu Isabely Katolické – Španělsko, 2007
- Řád knížete Jaroslava Moudrého I. třídy – Ukrajina, 7. července 2008
- rytíř Řádu bílé orlice – Polsko, 20. března 2009[12]
- Řád bílé hvězdy I. třídy s řetězem – Estonsko, 29. září 2009[13]

## Vědecká práce

### Knihy
- A polgári jogi felelősség hanyatlása, Budapest, Akadémiai Kiadó, 1977.
- Környezetvédelem és polgári jog, Budapest, Akadémiai Kiadó, 1980.
- The Decline of Civil Law Liability. Budapest – Alphen aan den Rijn, Akadémiai Kiadó – Sijthoff and Noordhoff, 1980.
- A személyiségi jogok elmélete, Budapest, Közgazdasági és Jogi Kiadó, 1983.
- Die Persönlichkeitsrechte. Eine vergleichend-historische Studie über ihre Grundlagen. Budapest – Köln, Akadémiai Kiadó – Carl Heymanns Verlag, 1984.
- A Zöld Hullám. Olvasókönyv a környezetvédelmi társadalmi mozgalmakról. Szerk.: Sólyom László és Szabó Máté. Budapest, ELTE, 1988.
- Verfassungsgerichtsbarkeit in Ungarn. Analysen und Entscheidungssammlung 1990-1993. Baden-Baden, Nomos, 1995. (Georg Brunner spoluautor)
- Constitutional Judiciary in a New Democracy: The Hungarian Constitutional Court. Ann Arbor, The University of Michigan Press, 2000. (Georg Brunner spoluautor)
- Az alkotmánybíráskodás kezdetei Magyarországon, Budapest, Osiris, 2001.
- Pártok és érdekszervezetek az Alkotmányban. Budapest, Rejtjel, 2004.

### Nejvýznamnější studie
- The Role of Constitutional Courts in the Transition to Democracy, with special reference to Hungary. International Sociology, March 2003, Vol.18(1), 137-165.o.
- A jövő nemzedékek jogai és ezek képviselete a jelenben. In: Jávor Benedek (szerk.): A jövő nemzedékek jogai. Bp., [Védegylet], 2000, 37-46.o. Acta Juridica Hungarica, 43, Nos 1-2 (2002) 135-143.o.
- Egy új szabadságjog: az információszabadság. Valóság, 1988/9. 14-34. o.
- Mit szabad és mit nem? Capriccio polgári jogi témákra. Valóság, 1985/8. 12-24. o.
- A társadalom részvétele a környezetvédelemben. Medvetánc, 1985/4-1986/1. 217-242.o.